# Vasîlivske, Orihiv
Vasîlivske (în ucraineană Василівське) este un sat în comuna Vilneanka din raionul Orihiv, regiunea Zaporijjea, Ucraina.

## Demografie
Componența lingvistică a localității Vasîlivske
     Ucraineană (89,53%)
     Rusă (8,72%)
     Alte limbi (0,58%)
Conform recensământului din 2001, majoritatea populației localității Vasîlivske era vorbitoare de ucraineană (89,53%), existând în minoritate și vorbitori de rusă (8,72%).